# Mouhcine El Ghomri
Mouhcine El Ghomri (* 1960 in Casablanca, Marokko; † 16. Dezember 2023 in Baden-Baden) war ein deutsch-marokkanischer Autor, Regisseur und Dokumentarfilmer.

## Leben
Das Gymnasium schloss er 1980 mit einem zweisprachigen Abitur (Arabisch und Französisch) ab. Auf ein Germanistikstudium an der Universität Orléans in Frankreich mit dem D.E.U.G.-Abschlussexamen folgte ein Romanistik-, Germanistik- und Buchwesen-Studium an der Johannes-Gutenberg-Universität in Mainz. Nach seinem Magister-Abschluss arbeitete er als Redakteur der Sendung Reiselust beim ZDF. Von 1995 bis zu seinem Tod war er Autor, Regisseur und Dokumentarfilmer beim Südwestrundfunk und realisierte zahlreiche Dokumentarfilme für den SWR und Arte. Er war zuletzt Mitglied der Jury für die Cannes Corporate Media & TV Awards.

## Filmografie (Auswahl)
- Prinzessin für einen Tag: Hochzeit in Marokko (2022)[4]
- Rosengeschichten (2022)
- Sonnengeschichten (2022)
- Tiny House Geschichten (2020)
- Die Wüstenschule (2019)
- Auf den Hund gekommen (2018)
- Baumgeschichten - Vom Schwarzwald bis in die Eifel (2016, Schnitt: Ben Kaiser)
- Verrückt nach Wüste – Vom Tourismus in der Sahara (2015, Schnitt: Ben Kaiser)
- Gelber Drache, roter Wein - Wie Chinesen französische Weingüter aufkaufen (2015, Schnitt: Ben Kaiser)
- 1001 Teppich – Echte Perser, falsche Perser – Gute Geschäfte (2014)
- Ein Soldatenleben – zwischen Afghanistan und Familie (2014)
- Istanbul – Sehnsucht nach Heimat (2013)
- Neue Freunde in Mannheim – Integrationshilfe ganz unbürokratisch (2013)
- Länder – Menschen – Abenteuer: Essaouira – Marokkos Stadt des Windes (2012)
- Viele Kinder, wenig Geld – Zwei Großfamilien in Deutschland (2011)
- S.O.S. Herzkranke Kinder (2011)
- Für alle Fälle 112 – Die Freiwillige Feuerwehr Kirchzarten (2010)
- Länder – Menschen – Abenteuer: Ägypten – Reise ins Land der Pharaonen (2010)
- Das Türken-Gymnasium (2009)
- Länder – Menschen – Abenteuer: Jemen – Der Dolch der Begierde (2009)
- Kohle-Boom in Australien (2008)
- Akwaaba Ghana – Willkommen in Afrika – Die Geschichte von vier Auswanderern (2008)
- Menschen und Straßen – Durch die libysche Wüste – Auf den Spuren der alten Karawanenstraßen (2007)
- Länder – Menschen – Abenteuer: Jordanien – Im Felsenlabyrinth von Petra – Die sagenumwobene Felsenstadt (2007)
- Öl – Es geht ein Barrel auf Reisen – Von der Quelle bis zur Tankstelle (2006)
- Länder – Menschen – Abenteuer: Martinique (2006)
- Rückkehr nach Casablanca (2005)
- Meer der Hoffnung – Meer der Trauer – Flüchtlinge auf dem Weg nach Europa (2005)
- Moulinex – Leben nach dem Bankrott – Die Folgen einer Firmenpleite (2005)
- Bodo Rasch – Architektur für Allah (2004)
- Auf dem Weg ins Paradies – Mit Pilgern unterwegs nach Mekka (2003)

## Auszeichnungen (Auswahl)
- „Coup de Cœur du Jury 2008“ in der Kategorie „Beste Reportage“ beim 12. Energy Film Festival in Lausanne/Schweiz (für den Film „Kohle-Boom in Australien“)
- „Goldener Igel 2016“ in der Kategorie „TV/Hörfunk“ (für den Film „Ein Soldatenleben – zwischen Afghanistan und Familie“)